# Refuge du Nid-d'Aigle
Le refuge du Nid-d'Aigle est un refuge situé en France à Saint-Gervais-les-Bains, dans le département de la Haute-Savoie en région Auvergne-Rhône-Alpes.

## Histoire
Le refuge du Nid-d'Aigle est construit en 1933 par Georges Orset, au Nid d'Aigle, à l'arrivée du tramway du Mont-Blanc. Georges Orset est guide de montagne à Saint-Gervais ; on lui doit également la construction du troisième refuge du Goûter en 1936, menée de pair avec la tenue de Tête-Rousse, avant son décès en 1940. Très innovant, avec un ravitaillement par câble entre les refuges, il a largement contribué à l'équipement de la voie saint-gervolaine, depuis le Nid d'Aigle jusqu'au mont Blanc. 
Le refuge du Nid-d'Aigle est tenu pendant plusieurs décennies par les familles Perret (Églantine, épouse de Georges Orset, et Dominique, fille d'Églantine) et Rasera (Georges, fils de Suzanne Orset, fille unique de Georges Orset).  
En juillet 2006, en remplacement de l'ancien détruit par un incendie en 2003, un nouveau refuge est ouvert sur un nouveau site à environ 300 mètres plus au sud à 2 412 mètres d'altitude.

## Caractéristiques et informations
Il s'agit d'un refuge de moyenne altitude. Il est actuellement considéré comme le point de départ de la voie royale du mont Blanc. Le refuge est gardé de la mi-juin à fin septembre.

## Accès
On accède au refuge en empruntant le tramway du Mont-Blanc jusqu'au terminus du Nid-d'Aigle. De là, on rejoint par un sentier le refuge, situé à environ 300 mètres au sud et 40 mètres plus haut. Un second parcours consiste à emprunter un sentier depuis Les Houches par Bellevue ; le temps estimé pour une telle montée est de près de quatre heures.